# 김시산 정려 충신문
김시산 정려 충신문은 대한민국 충청남도 공주시 유구읍에 있다. 1997년 6월 5일 공주시의 향토문화유적 제19호로 지정되었다.

## 개요
충신 김시산 정려는 경주김씨 김시산의？충절을 기리기 위해 1824년(순조 24)에 명정을 받아 건립된 것이다. 김시산이 죽은 지 85년 후인 1823년(순조 23)에 충청도암행어사 이언순(李彦淳)의 상소가 있었던 것이다. 1824년에 김시산은 가선대부에 증직되었다.
현재의 충신 김시산 정려는 1923년에 김시산의 9세손인 김정구(金正龜) 등이 중수한 것이다. 후손의 제보에 따르면 원래 김시산의 묘소 앞에 있었는데, 1923년에 지금의 자리로 옮겼다고 한다. 1993~1994년경에 문중에서 지붕을 개수하였고, 단청을 하였다.